# مفاعل متجانس مائي

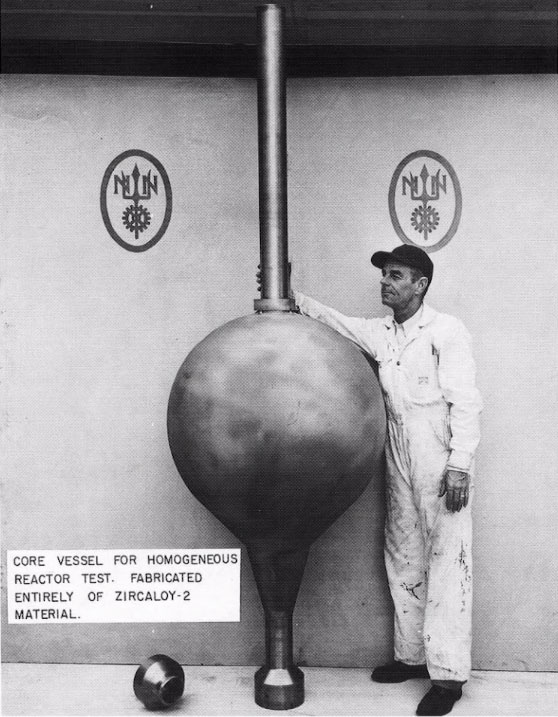
مفاعل متجانس مائي في مختبر أوك ريدج الوطني

المفاعلات المتجانسة المائية هي نوع من المفاعلات النووية حيث يتم إذابة الأملاح النووية القابلة للذوبان (في الغالب كبريتات اليورانيوم أو نترات اليورانيوم) في الماء.

## نبذة
يختلط الوقود مع سائل التبريد وبالتالي يكون «متجانس» يمكن أن يكون الماء إما ماء ثقيلًا أو ماء خفيف، وكلاهما يحتاج إلى أن يكون نقيًا للغاية.

## المميزات
إن ميزات التحكم الذاتي والقدرة على التعامل مع الزيادات الكبيرة في التفاعل تجعلها فريدة بين المفاعلات، وربما الأكثر أمانًا.
في سانتا سوزانا بولاية كاليفورنيا، أجريت سلسلة من الاختبارات بعنوان تجارب الطاقة الحركية. في أواخر الأربعينيات من القرن الماضي، تم تحميل قضبان التحكم على الينابيع ثم خرجت من المفاعل بالميلي ثانية. ارتفعت طاقة المفاعل من 100 واط إلى أكثر من 1,000,000 واط بدون أي مشاكل ملحوظة.

## غلايات الماء
كانت المفاعلات المائية المتجانسة تسمى أحيانًا «غلايات الماء» (لا يجب الخلط بينها وبين مفاعلات الماء المغلي)، حيث يبدو أن الماء في الداخل يغلي، على الرغم من أن الفقاعات ترجع فعليًا إلى إنتاج الهيدروجين والأكسجين لأن جزيئات الإشعاع والانشطار تفصل الماء في الغازات المكونة لها، وهي عملية تسمى تحليل شعاعي. تم استخدام المفاعل على نطاق واسع كمفاعلات بحثية لأنها تتحكم في نفسها، ولديها تدفقات نيوترونية عالية للغاية، وكان من السهل إدارتها. اعتبارًا من أبريل 2006، كان يعمل فقط خمسة مفاعلات على مستوى العالم وفقًا لقاعدة بيانات مفاعلات الأبحاث.

## وصلات خارجية
- قاعدة بيانات حول مفاعلات الطاقة النووية – الوكالة الدولية للطاقة الذرية (بالإنجليزية)
- مؤتمر اليورانيوم يضيف نقاشاً حول حادثة اليابان (بالإنجليزية)
- نقاش: هل تمثل الطاقة النووية حلاً للاحتباس الحراري؟ (بالإنجليزية)
- معهد الطاقة النووية — كيف يعمل: توليد الطاقة الكهربائية (بالإنجليزية)
- فيديو التقنية الذكية تقنية ساك
- مواقع المفاعلات النووية حول العالم. (بالإنجليزية)
- اليورانيوم من الموسوعة العربية العالمية.